# Верия
Ве́рия (греч. Βέροια) — город на севере Греции, с богатой историей. Находится на высоте 128 метров над уровнем моря, на восточных склонах горного массива Вермион, в 64 километрах к юго-западу от Салоник и в 311 километрах к северо-западу от Афин. Административный центр одноимённой общины (дима) и периферийной единицы Иматия в периферии Центральная Македония. Центр Веррийской, Наусской и Камбанийской митрополии Элладской православной церкви. Титулярная епархия Католической церкви. Население 43 158 жителей по переписи 2011 года.
В городе расположен футбольный стадион «Верия» и футбольный клуб с таким же названием.
Через город проходит национальная дорога 4 Александрия — Козани. Близ города проходит автострада 2 «Эгнатия».
Верия значительно выросла после Второй мировой войны и в настоящее время является торговым городом. В городе развито производство тонких тканей (хлопчатобумажных, льняных, шерстяных и шёлковых), домашние ремёсла, прядильные фабрики, мельницы и макаронные фабрики, приводимые в движение силой воды, благодаря обильным водам реки Трипотамос (Τριπόταμος), проходящей через северные районы города, плодоводство в области города (яблоки и персики), а также консервные и перерабатывающие заводы по переработке фруктов и овощей, холодильные камеры и т. д.

## История
Древнейшей археологической находкой на территории Верии является захоронение раннего железного века (X—VIII вв. до н. э.). О существовании поселения на этом месте в начальный период царства Аргеадов-Теменидов, правивших в Нижней Македонии, свидетельствует некрополь классического периода (конец V — начало IV века до н. э.). Впервые македонский город Бероя (др.-греч. Βέροια, лат. Beroea) упоминает Фукидид в 431 году до н. э. в связи с неудачной осадой Берои афинянами во время их похода на Халкидики в ходе Пелопоннесской войны. Стефан Византийский и другие авторы приводят два варианта происхождения названия от персонажей древнегреческой мифологии: от Ферона (Берона), или от Берои (Βερόη ή Βέροια), дочери Бера, сына Македона. Первые жители известны как племя вригов, которые были изгнаны именно македонянами. В III веке до н. э. начинается экономический расцвет города. После битвы при Пидне в 168 году до н. э. город сдался римлянам. С упадком соседней Пеллы и созданием римской провинции Македония в 148 году до н. э. Верия становится важным македонским центром. В римский период Верия являлась главным городом Македонского союза (Κοινό των Mακεδόνων). В эпоху поздней античности Верия входила в состав провинции Македония Первая (лат. Macedonia Prima).
Здесь согласно Библии (книга Деяний Святых апостолов, гл. 17, ст. 10) учил между 49 и 65 гг. апостол Павел после того, как прибыл из Салоник и перед тем, как отправиться в Афины (Деян. 17:10—15). Житель города Сосипатр Пирров сопровождал апостола Павла до полуострова Троада в римской провинции Азия (Деян. 20:4). В эпоху Римской империи Верия стала местом поклонения для христиан. В городе существовало еврейское поселение на том месте, где проповедовал апостол Павел. «Апостольская конституция» также описывает первого епископа Верии как Онисима. Большинство учёных считают, что им был Святой Онисим из Послания к Филимону.
В конце VIII века императрица Ирина отстроила Верию и назвала её своим именем — Иринуполь (Ειρηνούπολη), хотя некоторые исследователи относят это известие к Верии Фракийской (Стара-Загора).
В эпоху Византийской империи город продолжал расти и процветать. В 985 году город был взят болгарами. В 1001 году император Василий II Болгаробойца вернул Верию под власть Византии. Верия была завоёвана королём Сицилии Вильгельмом II Добрым в 1185 году. После падения Константинополя в 1204 году Верия была включена Бонифацием I Монферратским в состав Фессалоникийского королевства. В 1343/44 году Верия была завоевана сербским королём Стефаном Душаном. Около 1375 года город возвращен в Византию. В 1387 году Верия захвачена султаном Мурадом I. В 1391 году Верия была захвачена султаном Баязидом I. В 1433 году Верия окончательно вошла в Османскую империю. В османский период назывался Караферия (тур. Karaferye «Чёрная Верия») и входил в Солуньский санджак. От власти турок Верия освобождена только в октябре 1912 года в ходе Первой Балканской войны.

## Достопримечательности
От эпохи поздней античности в городе сохранились отдельные захоронения в некрополе, остатки агоры, городских стен (начало III века) и центральной улицы римского периода. Раскопаны фундаменты раннехристианского баптистерия (IV век), двух базилик с мозаичными полами (V—VI вв.). Верия называлась городом 72 церквей, в настоящее время сохранилось 48 византийских и поствизантийских храмов XI—XIX веков, из которых 39 украшены фресками. В церковной архитектуре Верии преобладают трёхнефные и однонефные базилики XIV—XV вв.
Бывший кафедральный собор Верии, Старая Митрополия представляет собой трехнефную базилику, которая построена в 1070—1080 гг. на месте раннехристианского базилики, повторяет её планировку. После турецкого завоевания храм был превращен в мечеть, названную Хюнкяр-джами (тур. Hünkâr Camii, мечеть Победы), позднее был пристроен минарет. В Старой Митрополии сохранилось несколько слоев росписей (конец XII — начало XIV вв.).
Церковь Иоанна Богослова представляет собой трехнефную базилику, которая построена в начале XIII века и перестроена в XVII веке. От неё сохранились алтарь и часть центрального нефа с фресками второй четверти XIII века и начала XIV века.
Церковь Христа, кафоликон монастыря Воскресения Христова представляет собой однонефный храм, который построен в 1314—1315 годах. Роспись храма 1314—1315 гг. является единственным подписным произведением художника Георгиоса Каллиергиса. Другие фрески написаны в 1326, 1355 и 1727 годах.
Церковь Святого Власия представляет собой однонефный храм, который построен в XIV веке и перестроен в XVI веке. Предполагают, что в росписи храма (около 1320) принимал участие Каллиергис или его ученики. Другие фрески датируются XVI и XVIII вв.
Церковь Николая архонта Калократа представляет собой трехнефную базилику, которая построена в XVI веке, включает алтарную часть более древней церкви XIV века, где сохранились фрески середины XIV века.
Церковь Сретения Господня представляет собой двухнефную базилику с нартексом, которая построена в XIV веке на месте раннехристианской базилики. Сохранились фрагменты фресок последней четверти XIV века и роспись храма 1706 года.
Единственная в Верии крестово-купольная церковь Кирика и Иулитты (купол не сохранился) построена в середине XIV века и перестроена после землетрясения 1589 года. Имеет керамические украшения гранёных апсид. Сохранились росписи храма середины XIV, XV и конца XVI вв.
Церковь Георгия архонта Грамматика представляет собой трехнефную базилику с нартексом, которая построена в начале XIV века. Сохранились фрески 1380, 1518/19, 1603, 1629 и 1718 гг.
Византийские памятники XIV—XV вв. с фрагментами фресок византийского периода, значительно перестроенные в последующие столетия: церковь Христа Антифонита, церковь Святого Георгия, церковь Панагии Дексии, церковь Святого Прокопия, церковь Благовещения Пресвятой Богородицы (Панагии Евангелистрии), церковь Святого Георгия Малого, церковь Панагии Перивлепты, Панагии Горгоепикоос (Παναγία Γοργοεπήκοος), церковь Панагии Палеофоритиссы или Пантанассы, церковь святых Феодоров, церковь Панагии Хавиары, церковь Святой Параскевы в приходе Макариотиссы, церковь Святого Саввы и церковь Святого Андрея в приходе Кириотиссы и другие.
В Верии сосредоточено значительное число поствизантийских памятников: церковь Святого Патапия, церковь Святой Анны (в приходе пророка Илии), церковь Христа Пантократора, церковь Святого Димитрия, церковь Святого Стефана, церковь Святого Андрея в приходе Святого Георгия, церковь Панагии Фанеромени, церковь Преображения Господня, Новая Митрополия во имя апостолов Петра и Павла, базилика Антония Нового, две церкви во имя святых Космы и Дамиана (Большие Бессребреники и Малые Бессребреники), четыре церкви во имя Святого Николая (Агиос-Николаос тис Гурнас, Агиос-Николаос ту монаху Анфиму, Агиос-Николаос Псарас и храм Святого Николая в приходе Макариотиссы) и другие.
На месте проповеди апостола Павла (сохранились ступени вимы — ораторской трибуны) в настоящее время воздвигнут монумент.
В старом еврейском квартале Барбута сохранились традиционные жилые дома без окон в первом этаже.
Центральная публичная библиотека Верии основана в 1953 году. В 10 километрах к юго-востоку находится деревня Вергина, что повышает интерес туристов к городу.

## Музеи
Археологический музей Верии открыт в 1965 году.
В Византийском музее, открывшемся в 2001 году, хранится уникальная коллекция византийских икон XI—XVI вв., прежде находившихся в храмах Верии.

## Климат
| Месяц                 | Янв | Фев | Мар | Апр | Май | Июн | Июл | Авг | Сен | Окт | Ноя | Дек |
| Макс. температура, °C | 5   | 6   | 10  | 16  | 19  | 28  | 28  | 24  | 19  | 16  | 12  | 5   |
| Мин. температура, °C  | 2   | 4   | 8   | 11  | 16  | 19  | 17  | 14  | 12  | 10  | 8   | 4   |
| Рекордная темп-ра, °C | 20  | 22  | 25  | 31  | 36  | 41  | 40  | 39  | 36  | 32  | 27  | 26  |

## Сообщество Верия
Сообщество Верия создано в 1918 году (ΦΕΚ 98Α). В сообщество входят пять населённых пунктов. Население 44 291 жителей по переписи 2011 года. Площадь 45,964 квадратного километра.
| Наименование | Население (2011), человек |
| ------------ | ------------------------- |
| Верия        | 43 158                    |
| Кидонохорион | 3                         |
| Лазохорион   | 380                       |
| Меси         | 568                       |
| Тагарохорион | 182                       |

## Население
| Год  | Население, человек |
| ---- | ------------------ |
| 1991 | 39 468             |
| 2001 | 43 394             |
| 2011 | ↘ 43 158           |

## Известные уроженцы
- Алп, Седат (1913—2006) — турецкий археолог.
- Митрофан Критопулос (1589—1639) — греческий теолог, патриарх Александрийский (1636—1639).
- Коттуниос, Иоаннис (1577—1658) — выдающийся греческий учёный и гуманист эпохи Возрождения.
- Каратассос, Анастасиос (1766—1830) — герой Освободительной войны Греции 1821—1829 годов. Отец Цамиса Каратассоса.
- Мурну, Георге (1868—1957) — румынский историк, поэт.
- Стефанос Папагалос (греч. Στεφανος Παπαγαλος); ? — 1910) — македономах (борец за воссоединение Македонии с Грецией), командир повстанческого отряда.
- Карафоли, Елие[англ.] (1901—1983) — греческий и румынский учёный и авиационный инженер.
- Кафес, Пантелис (род. 1978) — футболист, игрок сборной Греции — чемпиона Европы 2004 года.
- Соня Феодориду (греч. Σονια Θεοδωριδου) — всемирно известная греческая сопрано.
- Итудис, Димитрис (род. 1970) — греческий баскетбольный тренер. С 2014 года по настоящее время — главный тренер баскетбольного клуба ЦСКА. Чемпион баскетбольной Евролиги ULEB 2016 года в качестве главного тренера.

## Города-побратимы
- Казанлык, Болгария
- Роньяк, Франция
- Пушкин (Царское Село), Россия

## Галерея
- Митрофан Критопулос (1589–1639); греко-македонский богослов и патриарх Александрийский из Верии
- Вид через главную площадь
- Река
- Хаммам
- Интерьер церкви Воскресения Христова[болг.]
- Здание Веррийской, Наусской и Камбанийской митрополии
- Ночной вид города
- Традиционное платье